# Farish Carter Tate
Farish Carter Tate, född 20 november 1856 i Jasper i Georgia, död 7 februari 1922 i Jasper i Georgia, var en amerikansk demokratisk politiker och jurist. Han var ledamot av USA:s representanthus 1893–1905.
Tate studerade vid North Georgia Agricultural College, studerade sedan juridik och inledde 1880 sin karriär som advokat i Jasper.
Tate efterträdde 1893 Thomas E. Winn som kongressledamot och efterträddes 1905 av Thomas Montgomery Bell. Tate tjänstgjorde som federal åklagare 1905–1913.